# 삼종신기

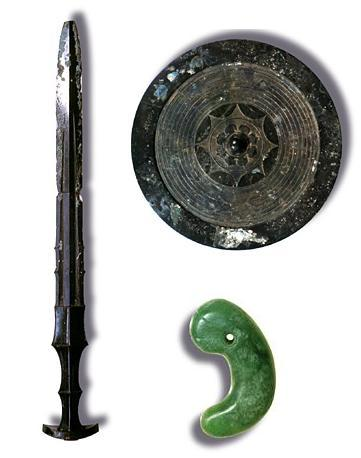
삼종신기

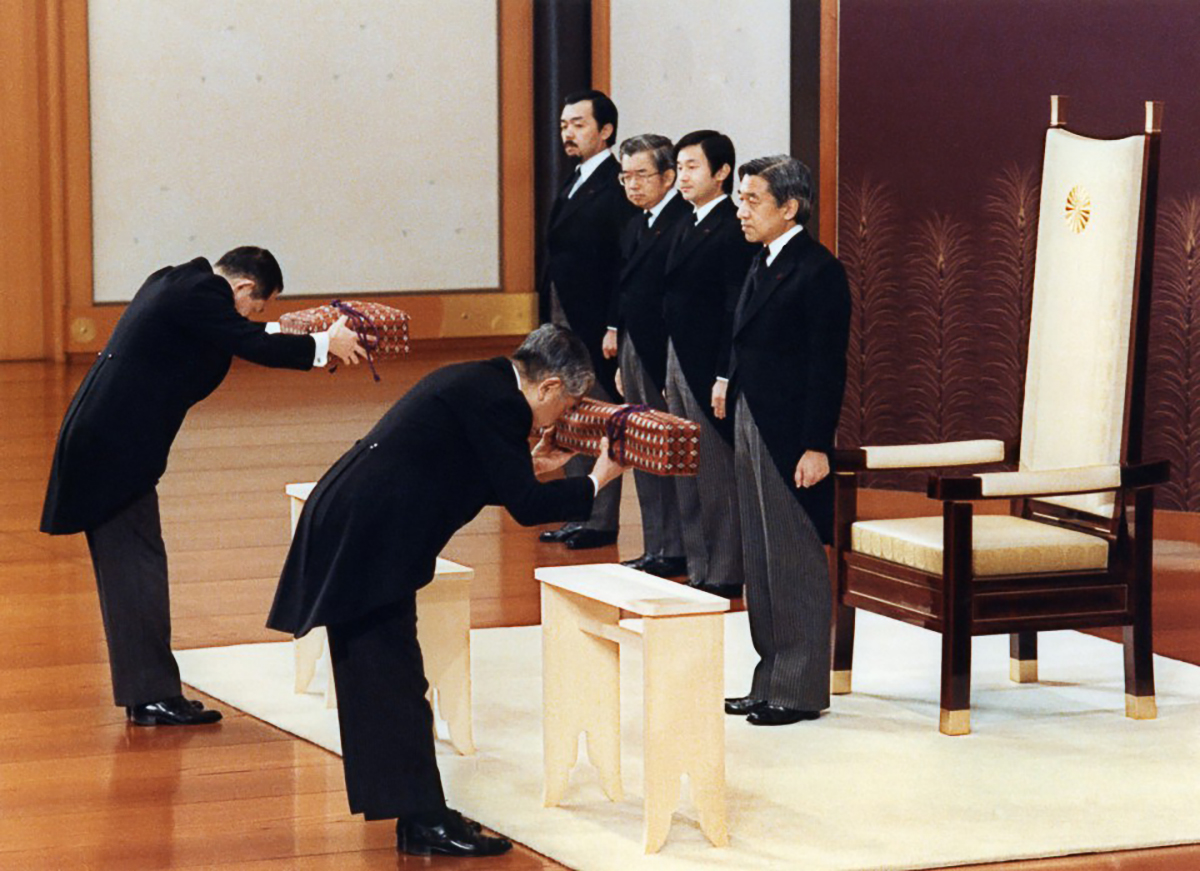

삼종신기(일본어: 三種の神器 산슈노 신키/미쿠사노 카무다가라[*])는 아마테라스에게 하사받아 현재까지 일본 천황이 계승한다는 세 가지 물건, 즉 "구사나기의 검"{草薙劍(초치검), 구사나기노 츠루기}과 "야타의 거울"{八咫鏡(팔지경), 야타노 가가미}, "야사카니의 굽은 구슬"{八尺瓊曲玉(팔척경곡옥), 야사카니노 마가타마}을 말한다. 삼종신기는 천황도 볼 수 없을 만큼 귀중한 물건이지만 이것이 실존하는지 의심하는 학자도 있다. 또한 그 시대 첨단 가전제품을 일컫는 말로도 쓰이는데, 1950년대 삼종신기는 흑백 텔레비전과 냉장고, 세탁기였다.

## 개요
일본에서 천황이 즉위할 때 이 신기 가운데 팔척경구옥(八尺瓊勾玉)과 거울과 검의 대체품을 지니는 것이 황실을 잇는 군주의 증거라 하여 황위 계승과 동시에 계승된다. 다만 즉위의 필수 조건은 아닌 경우도 있었기에, 고토바 천황(後鳥羽天皇)의 경우는 신기를 계승하지 않고 즉위하기도 하였다.
헤이안 시대의 신토 관련 서적인 《고어습유》(古語拾遺)에 따르면 스진 천황(崇神天皇) 때에 거울과 칼은 궁중에서 반출되어 궁밖에서 제사가 거행되었기 때문에 그 가타시로(形代)가 제작되었다. 현재는 구사나기노쓰루기(草薙剣)는 아쓰타 신궁(熱田神宮)에, 야타노카가미는 이세 신궁(伊勢神宮)의 황대신궁(皇大神宮)에, 야타노 가가미의 가타시로는 궁중삼전(宮中三殿)의 가시코도코로(賢所)에 있어 저마다 신체(神体)로써 모셔져 있고, 야사카니노마가타마는 구사나기노쓰루기의 가타시로와 함께 고쿄(皇居), 후키아게 고쇼(吹上御所)의 「겐지노마」(剣璽の間)에 안치되어 있다. 하지만 이 고쿄 안에 황족들이 거주하기 때문에 실물은 공개되지 못한다.

## 전승
《고사기》(古事記)에는 아마테라스 오미카미(天照大御神)가 천손강림(天孫降臨)할 때에 니니기노 미코토(瓊瓊杵尊)에게 「야사카노마가타마(八尺の勾璁), 거울, 그리고 구사나기노쓰루기(草薙剣)」를 신대(神代)로써 내렸다고 기록되어 있고, 《일본서기》(日本書紀)에는 삼종(三種, 미쿠사)의 신보(神宝, 신기神器)를 내렸다는 기록이 없으며 제1의 1서(一書)에 「아마테라스 오미카미, 이에 아마쓰히코히코호노니니기노미코토(天津彦彦火瓊瓊杵尊)에게 야사카노마가타마(八尺瓊曲玉) 및 야타노카가미(八咫鏡) ・ 구사나기노 쓰루기(草薙剣), 미쿠사노타카라(三種宝物)를 내리셨다」라고 되어 있다.
고대에 있어 「거울」、「옥」、「검」 세 종의 조합은 황실 특유의 것이 아니라 「지배자」 일반의 상징이었던 것으로 생각되며, 주아이 천황(仲哀天皇)의 구마소 정벌(熊襲征伐) 도중、오카노아가타노누시(岡県主) 구마와니(熊鰐)、이쓰노아가타노누시(伊都県主) 이토데(五十迹手) 등은 저마다 백동경(白銅鏡)、야사카니(八尺瓊)、도쓰카노쓰루기(十握剣)를 바치며 공순을 표하였다고 한다. 또한 게이코 천황(景行天皇)에게 복속한 스오국(周防国) 사바(娑麼)의 간나쓰소히메(神夏磯媛)도 야쓰카노쓰루기(八握剣)、야타노카가미、야사카니를 바쳤다고 되어 있다. 그리고 일본 후쿠오카시(福岡市)의 요시타케타카기 유적(吉武高木遺跡)이나 이키시(壱岐市)의 하라노쓰지 유적(原の辻遺跡) 등에서 거울、옥、검의 조합이 출토되고 있다.
유학(儒學)이 전래된 이후에는 거울을 「지」(知), 곡옥을 「인」(仁), 검을 「용」(勇)으로 각기 유교적인 세 가지 덕을 상징하는 것으로 해석되었다.

## 각 신기

### 야타노카가미(八咫鏡)
야타의 거울은 기키 신화(記紀神話)에서 아마테라스 오미카미가 아마노이와토(天の岩戸)에 숨었을 때 이쓰코리도메노 미코토(石凝姥命) 신이 만들었다고 나온다. 아마테라스 오미카미가 신들의 바깥에서 떠들썩하게 노래하고 춤추는 소리에 동굴 문을 조금 열고 바깥을 내다보았을 때 이 거울로 아마테라스 오미카미 자신을 비추었고, 흥미가 생긴 아마테라스가 바깥으로 고개를 내밀었을 때 다시 세상이 밝아졌다고 한다. 훗날 거울은 아마테라스 오미카미가 니니기노 미코토에게 주었다.

### 야사카니노마가타마(八尺瓊勾玉)
야사카니의 옥은 한자로 八坂瓊曲玉로 표기된다. 커다란 옥으로 만든 곡옥(勾玉)으로 일설에 따르면 여덟 자의 가는 줄로 엮은 곡옥이었다고도 한다. 아마테라스가 아마노이와토에 숨었을 때 다마노오야노 미코토(玉祖命) 신이 만들었고 야타노카가미와 함께 사카키노키(榊の木, 비쭈기나무)에 걸어두었다고 한다.

### 구사나기겐(草薙劍)
구사나기의 검의 옛 이름은 고사기에는 한자로 草那藝之大刀로 표기되어 있다. 기키신화에는 스사노오노 미코토(須佐之男命)가 이즈모(出雲)의 히노카와카미(簸川上)에서 쓰러뜨렸던 머리 여덟 달린 구렁이 야마타노오로치의 꼬리에서 빼냈다는 검이다. 훗날 야마토타케루노 미코토가 넘겨받아 이동하던 중에 주변에서 들불이 일어나 포위되었을 때 히메를 지키기 위해 자신의 주위에 있던 풀을 베어서 부싯돌로 풀을 태울 때 차고 있었던 예정조화(予定調和)의 칼로 알려져 있다. 일본 시즈오카현(静岡県) 「야이즈」(焼津)라는 지명은 이때 풀을 태웠다는 전설에서 유래한 것이다.

## 기록

### 고사기와 일본서기
《고사기》에는 신보(神宝, 신기) 또는 신보로 분류되는 것에 대한 전승은 있지만, 딱히 천황 천조에 임해서는 눈에 띄는 기사는 없다. 하지만 《일본서기》에는 다음과 같은 기술이 있다.
- 允恭天皇 원년 12월조, 「이에 군신들이 크게 기뻐하며 그 날로 천황의 미시루시(璽付)를 바치고 두 번 절하였다.」
- 세이네이 천황(清寧天皇) 즉위 전기(前記) 12월조, 「오토모노 무로야노 오무라치(大伴室屋大連), 오미(臣) ・ 무라치(連) 등을 거느리고 시루시(璽)를 황태자에게 바쳤다.」
- 겐조 천황(顕宗天皇) 즉위 전기 12월 야상(野上), 「백관들이 크게 모였다. 황태자 오케(億計), 천자의 미시루시(璽)를 받아, 천황의 자리에 두었다.」
- 게이타이 천황(継体天皇) 원년 2월조, 「오토모노 가네마로노 오무라치(大伴金村大連), 이에 무릎을 꿇고 천자의 미카가미(鏡)와 미하카시(剣)의 미시루시(璽符)를 올렸다.」
- 센카 천황(宣化天皇) 즉위 전기 12월조, 「군신들이 아뢰어 미하카시(剣)와 미카가미(鏡)를 다케오히로쿠니오시타테노 미코토(武小広国押盾尊)에게 올렸고, 곧 천황으로 즉위하였다.」
- 스이코 천황(推古天皇) 즉위 전기 11월조, 「백료들이 표문을 올려 나아갈 것을 권하였다. 세 번째에 이르러 이에 따랐다. 이로 해서 천황의 미시루시(璽印)를 바쳤다.」
- 조메이 천황(舒明天皇) 원년 정월조, 「오오미(大臣) 및 군경(郡卿)이 함께 천황의 미시루시(璽印)를 들어 다무라노 미코(田村皇子)에게 바쳤다.」
- 고토쿠 천황(孝徳天皇) 즉위 전기 6월, 「아메토요타카라이카시히타라시히메노 스메라미코토(天豊財重日足姫天皇)는 미시루시(璽綬)를 받들고 지위를 선양하였다.」
- 【참고】덴지 천황(天智天皇) 7년(668년), 이 해에 신라의 승려였던 도행이 구사나기노쓰루기를 훔쳐 신라로 달아나려던 사건이 벌어졌다.
- 지토 천황(持統天皇) 4년(690년) 정월, 「모노노베노 마로노오미(物部麿朝臣)가 큰 방패를 들고 진기노카미(神祇伯) 나카토미노 오오토리노아손(中臣大嶋朝臣)이 천신(天神)의 요고토(寿詞)를 읽고, 마치고 이미베노스쿠네 시코후치(忌部宿禰色夫知) 신새(神璽)의 검경(剣鏡)를 오오키사키(皇后)에게 받들어 올려, 오키사키가 천황의 지위에 올랐다.」

언급된 기록 가운데 가장 후대에 해당하는 지토 천황 4년조에 따르면 지토 천황이 즉위했을 때 신하인 이미베 씨(忌部氏)가 검과 거울 두 종을 헌상하였다고 되어 있다.
일본서기는 역대 즉위기사에서 봉헌된 물품들을 미시루시(璽 ・ 璽符 ・ 璽印)로 모호하게 표현하고 있는데, 거울과 검이라는 이름을 명기한 것은 게이타이키(継体紀)와 센카키(宣化紀) 두 곳뿐이었다. 이를 들어 「다카라(宝物)는 원래 두 개였는데 훗날 나카토미 씨(中臣氏)가 삼종설을 주장해서 곡옥이 추가된 것」은 아닐까 하는 설도 있다.

### 기키(記紀) 이후의 시대
《아즈마카가미》(吾妻鏡)에 따르면 겐랴쿠(元暦) 2년(주에이 4년, 1185년) 3월 24일, 단노우라 전투(壇ノ浦の戦い)에서 안토쿠 천황(安徳天皇)이 헤이케 일문과 함께 바다에 뛰어들었을 때 구사나기노쓰루기도 아카마세키(赤間関, 간몬 해협関門海峡)에 가라앉았다고 되어 있다. 이때 고토바 천황은 삼종신기 없이 고시라카와 법황(後白河法皇)의 인젠(院宣)을 근거로 즉위하였다. 바다에 가라앉았던 곡옥은 거울과 함께 회수할 수 있었지만, 보검은 끝내 찾을 수 없었다. 거울과 곡옥은 4월 25일에 교토(京都)로 돌아왔다.
아시카가 다카우지(足利尊氏)는 고다이고 천황(後醍醐天皇)의 겐무 신정(建武新政, 겐무 중흥建武中興)에서 이반해 엔겐(延元) 원년/겐무(建武) 3년(1336년)에 고묘 천황(光明天皇)의 북조를 세워 교토에 무로마치 막부(室町幕府)를 열었는데, 고다이고 천황은 북조에 넘긴 신기는 가짜라며 자신의 황위 정통성을 주장하였고 요시노(吉野)에 남조를 열고 남북조 시대(南北朝時代)가 시작되었다. 쇼헤이 일통(正平一統) 이후 남조가 일시 교토를 탈환해 북조의 세 천황을 납치했을 때 신기도 접수되었기 때문에 북조 천황 가운데 후반의 고코곤(後光厳) ・ 고엔유(後円融) ・ 고코마쓰(後小松) 세 천황은 고토바 천황의 선례를 따라 신기 없는 즉위를 행하였다. 남조의 기타바타케 지카후사(北畠親房)는 《신황정통기》(神皇正統記)에서 군주의 조건으로써 혈통 외에도 군주의 덕(徳)이나 신기의 중요성을 강조하고 있지만, 본 항목에서 서술한 바와 같이 신기 없는 즉위는 고토바 천황이 고시라카와 법황의 인젠에 따라 즉위한 선례가 있었다.
남조가 보유한 신기는 겐추(元中) 9년/메이토쿠(明徳) 3년(1392년)에 아시카가 요시미쓰(足利義満)의 알선에 의한 남북조 합일 때 남조의 고카메야마 천황(後亀山天皇)으로부터 북조의 고코마쓰 천황에게 넘겨졌다. 무로마치 시대(室町時代)인 가키쓰(嘉吉) 3년(1443년) 남조의 유신들이 고쇼(御所)에 난입해 신기를 빼앗는 사태가 벌어졌고(금궐의 변禁闕の変) 검과 곡옥이 후남조(後南朝) 정권에 넘어갔는데, 검은 다음날 일찍 발견되었고 옥은 조로쿠(長禄) 2년(1458년)에 이르러 탈환되었다.
메이지 시대(明治時代)에는 남북 양조의 황통의 정통성을 둘러싸고 「남북조정윤론」(南北朝正閏論)이라 불리는 논쟁이 발발하였는데 최종적으로는 메이지 천황(明治天皇)이 삼종 신기 보유를 근거로 남조를 정통으로 결정하였다.
일본 125대 천황(이후 상황上皇) 아키히토(明仁)는 1989년 1월 7일에 궁전 마쓰노마(松の間)에서 「검새 등 승계의 의식」(剣璽等承継の儀)으로써 신기를 계승하였다. 이때에는 일본 상속세법의 비과제규정에 따라 상속세의 과세대상이 되지 않았다. 2019년 5월 1일 같은 장소에서 일본 126대 천황으로 즉위한 나루히토(徳仁) 역시 부황과 마찬가지로 「검새 등 승계의 의식」에 따라 신기를 계승하였을 때 생전 퇴위와 수반한 증여설(贈与税)에 대해서는 천황의 퇴위 등에 관한 황실전범특례법(皇室典範特例法, 2017년 6월 9일 성립) 부칙으로 비과세로 정해졌다.

## 현존과 소실에 관한 논의
삼종신기가 현존하는가 아닌가에 대해서는 여러 가지 설이 존재하며, 삼종신기 하나하나의 실체나 기원을 논하는 단계에서 다양한 설이 파생되었기에 정황을 따져볼 때 「현존」이라고 부를 수 있는 것인가에 대해서 논자에 따라 제각각의 전제로 논의하는 경우가 많다.
또한 삼종의 신기는 「황실이 소유하고 있는 것」에 의미가 있다는 주장도 있다. 다시 말해 「삼종의 신기를 소유하고 있는 곳은 황실이다」라는 것으로 「황실이 소유한 것」이야말로 삼종의 신기라는 것이다. 이는 황실의 권위를 최대한으로 보아, 세 가지 신기를 단순한 권위재로 여기는 것이다. 하지만 그럴 경우 신기를 빼앗겨도 천황이 그 소유권을 포기하고 새로운 신기의 소유권을 취득하면 되는 것이기에, 과거에 천황을 승하시키면서까지 그 하나의 개체를 놓고 다투거나 점령에 대비하고 숨기려 한 점이 설명되지 못한다.
원래 실제 의식에 사용되는 것은 삼종신기의 가타시로(形代, 리플리카가 아니라 보물에 준하는 것)로 실물에 대해서는 제주(祭主)인 천황조차도 보는 것이 허용되지 않아, 그 현존은 확인하기 어렵다.
- 이세 신궁의 신체(神体)로 모셔져 있는 야타노카가미는 고대로부터의 것이 현존하고 있다고 되어 있다. 오오케시로(御桶代)로 불리는 밀폐된 상자 모양의 용기에 담겨져 모셔져 있다. 신궁의 식년천궁(式年遷宮) 때에는 한밤중에 사람의 눈이 닿지 않도록 흰 천으로 감싼 신체를 이어(移御)하기 위한 행례(行列)가 조직된다.
- 궁중삼전의 가시코도코로에 야타노카가미의 가타시로(形代)로써 신체의 카가미가 모셔져 있지만 이는 덴토쿠(天徳) 4년(960년) 9월 23일[8], 덴겐(天元) 5년(982년) 11월 17일[9], 간코(寛弘) 2년(1005년) 11월 15일[10], 조랴쿠(長暦) 4년(1040년) 9월 9일[11] 등에 화재가 있었다는 기록이 있어 이러한 기술에 따라 여러 차례의 화재로 거울의 형상이 남지 않고 몇 안 되는 재가 되어 그릇 안에 보관되어 있는 것 같다. 이는 단노우라 전투에서 회수되었다.
- 아쓰타 신궁(熱田神宮)에 모셔진 구사나기노쓰루기는 고대의 것이 현존하고 있다고[12] 전한다.
- 고쿄의 신검(구사나기노쓰루기의 가타시로)와 곡옥은 단노우라 전투에서 니이노아마(二位の尼)가 안토쿠 천황을 안고 허리에 신검을 차고 곡옥이 든 상자를 받들고 함께 바다에 뛰어내렸을 때 수장되었다. 구사나기노쓰루기는 때문에 현존하지 않는다. 하지만 이 칼은 구사나기노쓰루기의 가타시로(리플리카)의 하나로 신토에서 말하는 미타마우쓰시(御魂遷し, 혼령 옮기기)의 의식을 거쳐 신기(神器)로 지정된 것으로 훗날 다시 다른 가타시로로써 검이 이세 신궁의 신고(神庫)에서 선별되어 나와서 같은 조치가 취해졌다. 이것이 현재 고쿄에 소장되어 있는 칼이다. 한편 곡옥은 당시 상자에 담겨진 채로 떠올랐고 겐지측에 의해 회수될 수 있었다. 이 곡옥은 고대의 것이 고쿄에 현존하고 있다고 한다.
- 일본 후쿠오카 현 기타큐슈시(北九州市) 고쿠라(小倉) 미나미 구(南区)에 진좌한 가모 하치만 신사(蒲生八幡神社)에는 다카하마우라(高浜浦)의 이와마쓰(岩松)라는 자가 바다에 빠졌던 거울과 곡옥을 건져올렸다는 기록이 남아 있다. 거울도 곡옥도 공기가 닿지 않도록 밀폐된 상자에 담겨져 있었기 때문에 떠오를 수 있었지만 검은 끝내 발견되지 않았다.

## 삼종신기 관련 서적

### 백가신도설(伯家神道説)
- 우스이 마사타네(臼井雅胤) 《삼종신보비결》(三種神宝秘訣)

### 수가신도설(垂加神道説)
- 오카타 마사토시(岡田正利) 《삼종신보극비중지비전》(三種神宝極秘中之秘伝)
- 다마키 마사히데(玉木正英) 《삼종신보전》(三種神宝伝)
- 다마키 마사히데 《삼종신보극비전》(三種神宝極秘伝)
- 마쓰오카 유엔(松岡雄淵) 《삼종신보극비지전》(三種神宝極秘之伝)
- 다니 가키모리(谷垣守) 묻고 다마키 마사히데 답함 《삼종신보문목》(三種神宝問目)

### 국학(国学) ・유직고실(有職故実)
- 이세 사다타케(伊勢貞丈) 《삼종신기명고》(三種神器名考)
- 다다 요시토시(多田義俊) 《삼종신기지사》(三種神器之事)
- 오키타 요시요리(興田吉従) 《삼종신보극비중비구전》(三種神宝極秘中秘口伝)
- 오기노 미쓰스에(荻野光陶) 《삼종신보공해》(三種神宝恭解)
- 아키야마 고레이야(秋山惟恭) 《삼종신보상설》(三種神宝詳説)
- 구보 스에시게(久保季茲) 《삼종신보론》(三種神宝論)
- 가토 오로(加藤桜老) 《삼종신보고》(三種神宝考)

### 그밖에
- 와타나베 다이몬(渡邊大門) 《빼앗긴 「삼종신기」 ― 황위계승의 중세사 ―》(奪われた「三種の神器」―皇位継承の中世史―) 고단샤(講談社)、2009년

## 단어의 다른 사용법
미국의 미래학자 앨빈 토플러는 1990년 자신의 저서 《권력 이동》(원제:Powershift: Knowledge, Wealth, and Violence at the Edge of the 21st Century)에서 일본의 삼종신기를 각각 무력(칼), 돈(보석), 지식(거울)으로 해석하면서, 고대부터 인류의 권력의 원천은 항상 무력, 재력, 정보력이었다고 지적하였다.

## 같이 보기
- 천부삼인
- 오권신기(th:เครื่องราชกกุธภัณฑ์ไทย)
- 일본 천황
- 아마테라스 - 삼종신기를 일본 천황에게 하사했다는 일본의 태양신이다.